# シーム・デ・ヨング
シーム・デ・ヨング（Siem de Jong、1989年1月28日 - ）は、スイス・ヴォー州・エーグル出身のオランダ人元サッカー選手。現役時代のポジションはMF。
弟は同じくサッカー選手のルーク・デ・ヨング。

## 経歴

### クラブ
ヘルダーラント州のドゥーティンヘムにあるアマチュアクラブDZC'68でプレーしていたときに地元のプロクラブであるデ・フラーフスハップにスカウトされた。このとき2001年、わずか12歳だった。ドゥーティンヘムではフース・ヒディンクやクラース・ヤン・フンテラールと同じhet Rietveld Lyceumという公立学校に通い、大学入学資格を与えられた。2005年までデ・フラーフスハップのユースでプレーし、それからアヤックス・アムステルダムのユースに引き抜かれた。
18歳でヘンク・テン・カテ監督率いるトップチームに昇格し、19歳のときにアヤックスとの契約を2013年6月まで延長した。2007年9月26日、アマチュアリーグに所属するコザッケン・ボーイズ戦で途中出場し、トップチームでの初出場を飾った。エールディヴィジの試合にはアウェイでのスパルタ・ロッテルダム戦で初出場した。途中出場だったが、ロスタイムに同点弾を決めた。2007-08シーズンはリーグ戦で20試合以上出場した唯一の10代選手だった。ヴィレムII戦で全治2ヶ月の負傷を負い、3月16日からのハードな対戦（アウェイでのPSVアイントホーフェン戦、アウェイでのFCトゥウェンテ戦、アウェイでのSCヘーレンフェーン戦）への出場を逃した。4月上旬に復帰し、デ・フラーフスハップ戦でエドガー・ダーヴィッツに代わって途中出場した。2007-08シーズンは国内リーグ・国内カップ・欧州カップ戦に合わせて28試合に出場して2得点した。
2008年夏にクラブは史上最高金額でFWミラレム・スレイマニを獲得したため、デヨングは主に彼の控えという位置づけで、10試合しか出場しなかった。2009-10シーズン序盤は4-4-2フォーメーションを採用したためにポジション獲得は成らなかったが、チームが後半戦に4-3-3フォーメーションを採用すると、22節のFCトゥウェンテ戦で優勝を争うライバル相手にシーズン初得点を決めた。フィテッセ戦、ヘラクレス・アルメロ戦、NECナイメヘン戦で1試合2得点を決め、また26節から29節まで4戦連続ゴールを決める活躍で、終盤の14連勝に大きく貢献した。リーグ優勝こそならなかったが、自己最多の10得点を挙げて成長を印象付けた。フェイエノールトとのKNVBカップ決勝第1戦では開始7分で2点を奪い、勝利を決定づけた。
2014年7月1日、イングランド・プレミアリーグに所属するニューカッスル・ユナイテッドFCへの移籍が決定する。
2016年8月23日、PSVアイントホーフェンにレンタル移籍した。
2017年8月28日、アヤックスに復帰した。契約期間は3年間。
2018年8月23日、シドニーFCに1年間のレンタルで移籍した。
2020年2月20日、FCシンシナティに移籍した。
2020年12月4日、SCヘーレンフェーンに移籍した。
2022年6月26日、デ・フラーフスハップに移籍した。
2023年5月18日、現役引退を表明した。

### 代表
2007年春にオランダU-19代表に初選出され、2-0で勝利したチェコ戦で初出場した。UEFA U-19欧州選手権2007年大会予選では3試合に出場したが敗退した。U-19欧州選手権2008年大会予選では3試合に出場してそのうち2試合で得点した。2-0で勝利したジョージア戦では83分に得点し、1-3で敗れたノルウェー戦では15分に得点した。オランダU-19代表では通算6試合に出場した。
2007年11月12日、マケドニア共和国戦のためにフォッペ・デハーン監督率いるオランダU-21代表に招集された。11月16日に試合が行われ、17日には監督がデ・ヨングに対して「もはやU-21代表ではない」と述べた。しかし2008年2月5日、北京オリンピックに招集すると発言した。イタリアとの親善試合に招集されたが、前述の怪我により3-0で勝利したエストニア戦には出場できず、代役としてジョナサン・デ・グズマンが出場した。4月上旬に復帰し、再びチームに戻ったが、北京オリンピック出場は叶わなかった。
2010年8月11日のウクライナとの親善試合においてA代表初招集、初出場を果たした。2013年6月7日のインドネシアとの親善試合で代表初得点を含む2得点を挙げた。

## 所属クラブ
- アヤックス・アムステルダム 2007-2014
- ニューカッスル・ユナイテッドFC 2014-2017

→ PSVアイントホーフェン（loan） 2016-2017
- アヤックス・アムステルダム 2017-2020

→ シドニーFC (loan) 2018-2019
- FCシンシナティ 2020
- SCヘーレンフェーン 2020-2022
- デ・フラーフスハップ 2022-2023

## 個人成績

### 代表での得点
|    | 日時         | 場所       | 相手         | スコア | 結果 | 大会     |
| 1. | 2013年6月7日 | ジャカルタ | インドネシア | 0–1    | 0–3  | 親善試合 |
| 2. | 2013年6月7日 | ジャカルタ | インドネシア | 0–2    | 0–3  | 親善試合 |

## タイトル
クラブ
アヤックス
- エールディヴィジ : 4回 (2010-11, 2011-12, 2012-13, 2013-14)
- KNVBカップ : 1回 (2009-10)
- ヨハン・クライフ・スハール : 1回 (2013)

シドニーFC
- Aリーグ : 1回 (2018-19)